# Camptopoeum friesei
Camptopoeum friesei är en biart som beskrevs av Alexander Mocsáry 1894. Camptopoeum friesei ingår i släktet Camptopoeum, och familjen grävbin. Inga underarter finns listade.

## Utseende
Ett tämligen litet (9 till 10 mm) bi med svart grundfärg och gulaktiga ränder på bakkroppen. Även mellankroppen har gulaktiga fläckar, och ansiktet är övervägande gult. Ögonen är gulgröna, och de två sista tergiterna (ovansidans bakkroppssegment) är gula hos hanen. Hans mellankroppspäls är längre än honans. Honan har håriga pollenkorgar på bakskenbenen.

## Ekologi
Arten lever endast vid saltmarker med sodarika jordar samt stränder vid saltsjöar. Vid födovalet är den generalist, och hämtar nektar och pollen från flera olika växter från främst korgblommiga växter men också flockblommiga växter, tistlar och cikoria. Flygperioden varar från juli till augusti.

### Fortplantning
Arten är solitär (icke samhällsbildande; honan gräver ut ett larvbo i kal eller vegetationsfattg mark på sodarika saltjordar.

## Utbredning
Camptopoeum friesei förekommer i Mellaneuropa, inklusive saltsjöomådet vid Neusiedlersjön i Österrike.